# Drósos Mansólas
Drósos Mansólas (grec moderne : Δρόσος Μανσόλας), né en 1779 ou 1789 en Thessalie et mort en 1860 à Athènes, était un homme politique grec.
Il fut membre de la Filikí Etería.
En 1822, il représenta la Thessalie à l'Assemblée nationale d'Épidaure. Il fut ensuite membre de la troisième Assemblée nationale grecque puis de l'Assemblée nationale d'Argos. Il fut ensuite régulièrement élu député pour Lamía.
Il fut ministre de l'intérieur du gouvernement de Joseph Ludwig von Armansperg en 1835-1837 puis ministre des Affaires étrangères du gouvernement Ignaz von Rudhart en 1837.
Après le coup d'État du 3 septembre 1843, il participa à l'Assemblée constituante grecque de 1843 pour Lamía tout en étant ministre de l'économie du gouvernement d'Andréas Metaxás (1843-1844). Dans le gouvernement suivant (celui de Konstantínos Kanáris de 1844), il fut en même temps ministre des Affaires étrangères, de la Maison royale et de l'économie. Il redevint ministre des Affaires étrangères du 25 mars au 25 juin 1848 (quand il partit à la suite d'un remaniement) dans le gouvernement de Geórgios Koundouriótis.
Il termina sa carrière en étant membre du Sénat de 1847 à 1856.

## Sources
- (el) Parlement grec, Μητρώο Πληρεξουσίων, Γερουσαστών και Βουλευτών. 1822-1935, Athènes, Parlement grec,‎ 1986, 159 p. (lire en ligne) [PDF]